# Georges Friedel
Georges Friedel (Mulhouse, 1865 – Strasburgo, 1933) è stato un mineralogista francese, figlio di Charles.
Fu direttore della scuola di mineralogia di Saint-Etiénne e poi insegnante all'Università di Strasburgo. Volse il suo lavoro alla cristallografia

## Opere
- Leçons de cristallographie (1926)